# Хемминг, Эндрю
Э́ндрю «Э́нди» Хе́мминг (англ. Andrew «Andy» Hemming) — английский, затем шотландский кёрлингист и тренер по кёрлингу.
В составе мужской сборной Англии участник двух чемпионатов мира и двух чемпионатов Европы. Двукратный чемпион Англии среди мужчин. В составе мужской сборной ветеранов Шотландии участник чемпионата мира 2017.
Играл в основном на позиции третьего.

## Достижения
- Чемпионат Англии по кёрлингу среди мужчин: золото (1994, 1995).

## Команды
| Сезон     | Четвёртый     | Третий         | Второй        | Первый         | Запасной                               | Турниры                      |
| --------- | ------------- | -------------- | ------------- | -------------- | -------------------------------------- | ---------------------------- |
| Англия    |               |                |               |                |                                        |                              |
| 1993—94   | Алистер Бёрнс | Энди Хемминг   | Нил Харди     | Стивен Уотт    | Фил Атертон                            | ЧАМ 1994                     |
| 1994—95   | Алистер Бёрнс | Эндрю Хемминг  | Нил Харди     | Фил Атертон    | Стивен Уотт                            | ЧЕ 1994 (6 место)            |
| 1994—95   | Алистер Бёрнс | Эндрю Хемминг  | Нил Харди     | Стивен Уотт    | Фил Атертон тренер: Стивен Хайндс (ЧМ) | ЧАМ 1995 · ЧМ 1995 (9 место) |
| 1995—96   | Алистер Бёрнс | Алан Макдугалл | Эндрю Хемминг | Нил Харди      | Стивен Уотт                            | ЧЕ 1995 (6 место)            |
| 1995—96   | Алистер Бёрнс | Эндрю Хемминг  | Нил Харди     | Стивен Уотт    | Фил Атертон тренер: Стивен Хайндс      | ЧМ 1996 (6 место)            |
| Шотландия |               |                |               |                |                                        |                              |
| 2016—17   | Ian Drysdale  | David McQueen  | Ronnie Wilson | Graham Lindsay | Эндрю Хемминг тренер: Эндрю Хемминг    | ЧМВ 2017 (10 место)          |

(скипы выделены полужирным шрифтом)

## Результаты как тренера национальных сборных
| Год  | Турнир                                          | Сборная                   | Место |
| ---- | ----------------------------------------------- | ------------------------- | ----- |
| 2017 | Чемпионат мира по кёрлингу среди ветеранов 2017 | Шотландия (ветераны муж.) | 10    |